# George Hay-Drummond, XII conte di Kinnoull
George Hay-Drummond, XII conte di Kinnoull (16 luglio 1827 – Torquay, 30 gennaio 1897), è stato un nobile scozzese.

## Biografia
Era il figlio di Thomas Hay-Drummond, XI conte di Kinnoull, e di sua moglie, Louisa Burton Rowley, figlia di Charles Rowley.
Ha servito come giudice di pace e vice tenente del Perthshire. Nel 1851 raggiunse il grado di capitano del 1st Life Guards. Nel 1866 successe al padre alla contea.

## Matrimonio
Sposò, il 20 luglio 1848, Lady Emily Blanche Charlotte Somerset (26 gennaio 1828-27 gennaio 1895), figlia di Henry Somerset, VII duca di Beaufort. Ebbero otto figli:
- George Robert Hay-Drummond, visconte Dupplin (27 maggio 1849-10 marzo 1886), sposò Agnes Duff, ebbero una figlia;
- Lady Constance Blanche Louisa Hay-Drummond (15 agosto 1851-21 dicembre 1931), sposò Walter Hadow, non ebbero figli;
- Francis George Hay-Drummond (29 maggio 1853-11 settembre 1884);
- Archibald Hay-Drummond, XIII conte di Kinnoull (20 giugno 1855-7 febbraio 1916);
- Alistair George Hay-Drummond (18 aprile 1861-15 aprile 1929), sposò Camilla Greville, ebbero una figlia;
- Claude Hay-Drummond (24 giugno 1862-24 ottobre 1920);
- Lady Henrietta Muriel Constance Hay-Drummond (14 agosto 1863-2 gennaio 1927), sposò il conte Alexander Münster, non ebbero figli;
- Lady Clelia Evangeline Constance Hay-Drummond (9 giugno 1857-18 maggio 1868).

## Morte
Morì il 30 gennaio 1897 a Torquay. Fu sepolto nei giardini di Dupplin Castle.